# George Gervin
George Gervin (* 27. April 1952 in Detroit, Michigan), Spitzname Iceman, ist ein ehemaliger US-amerikanischer Basketballspieler, der zwischen 1972 und 1986 in der American Basketball Association (ABA) und der National Basketball Association (NBA) aktiv war. In den 70er Jahren gehörte er zu den besten Spielern der Welt.

## Karriere
Nach seiner Collegekarriere an der Eastern Michigan, wurde er im NBA-Draft 1974 von den Phoenix Suns an 40. Stelle ausgewählt, wechselte jedoch in die Konkurrenzliga ABA, wo er für die Virginia Squires und die San Antonio Spurs spielte. Gervin gehörte zu den Stars der Liga und wurde dreimal in das ABA All-Star Game berufen. 
Als die ABA aufgelöst wurde, schlossen sich die Spurs mit Gervin der NBA an. Gervin war auch in der NBA ein Star und wurde zwischen 1978 und 1982 viermal NBA-Scoringchampion. Diese Leistung gelang nur Michael Jordan und Wilt Chamberlain häufiger. Außerdem ist er einer von nur sechs Spielern überhaupt, der die NBA in drei aufeinander folgenden Saisons in dieser Statistik anführte (1978–1980). Seine letzte NBA-Station wurden die Chicago Bulls. 
Danach beendete er seine NBA-Karriere und setzte seine Karriere in Europa fort, wo er noch im hohen Alter ein gefährlicher Scorer war und für TDK Manresa noch über 25 Punkte im Schnitt erzielte.
Gervin wurde fünf Mal in das All-NBA First Team (1978–1982) berufen. Zudem wurde er neun Mal in ein NBA All-Star Team (1977–1985) gewählt und ein Mal mit dem Titel des All-Star MVP (1980) ausgezeichnet. Gervin erzielte in seiner Laufbahn in 791 NBA-Spielen 26,2 Punkte im Schnitt. Die San Antonio Spurs ehrten ihn, indem sie seine Trikotnummer 44 für immer zurückzogen. 1996 wurde Gervin in die Naismith Memorial Basketball Hall of Fame aufgenommen.

## Sonstiges
Auf dem Album Slaughterhouse on the Prairie (2009) des Avantgarde-Gitarristen Buckethead ist George Gervin ein Lied gewidmet. Es trägt den Namen „Iceman“, was auf Gervins gleichlautenden Spitznamen bezogen ist.